# Bo En
Calum Thomas Bowen, né le 26 février 1991, également connu professionnellement sous le nom de Bo En (stylisé en bo en), est un musicien et producteur de jeux vidéo anglais basé à Londres.

## Carrière
Bowen sort son premier album intitulé Pale Machine en 2013. En 2014, le remix de Bowen de My Party de Kero Kero Bonito figure sur leur EP Bonito Recycling. Au cours des années suivantes, il écrit trois singles, By the Phone, sometimes et love in a song. En 2021, Bowen sort un remix satirique de love is a song, intitulé love in a song - DJ HEARTBREAK ANNIHILATION MIX. En février 2023, Bowen annonce qu'il est en train d'écrire de nouvelles chansons avec Babymorocco (en). Le nombre de chansons qu'ils produisent est inconnu, mais trois d'entre elles se nomment Love Wont Find U, When We Were Young et idk_if_i_feel_enough.
Bowen sort une suite à ses débuts intitulée Pale Machine 2 qui contient des innovations des chansons de son disque Pale Machine ainsi que des chansons originales interprétées par d'autres artistes. Initialement publiées en single, les deux chansons I'll Fall et Money Won't Pay sont incluses comme pistes 9 et 10 à cette version.

### Compositeur de jeux vidéo
Sous son vrai nom Calum Bowen, il écrit la bande-son d'Up Up Ubie et Super Ubie Land. Il continue ensuite à écrire des chansons pour des jeux de plus petite envergue tels que Marble Time, Thief Story et Winnose. Par la suite, il élabore la bande-son du jeu Lovely Planet (2014), suivi de Lovely Planet Arcade (2016) et Lovely Planet 2: April Skies (en) (2019). Il compose également la bande-son de Pikuniku sorti en 2019, ainsi que trois chansons pour Omori, sorti fin 2020. L'une des trois chansons produites pour Omori est une version augmentée (et raccourcie dans le jeu) de « My Time », un morceau qui était initialement inclus dans son premier album de Pale Machine (2013). La bande musicale d'Omori est élargie en 2022, avec l'ajout de deux nouvelles chansons présentées dans la version console du jeu, également composées par Bowen. Bowen a signé la musique de Voyage, sorti en 2021, ainsi que la bande originale de Poinpy, un jeu mobile gratuit de Netflix, sorti en 2022.

## Discographie

### Albums studio
- Pale Machine (2013, Maltine Records)
- Pale Machine 10 year anniversary re-master (2023, Maltine Records)
- Pale Machine 2 (2023)

### Extended play
- ぼ く ら の い ろ と り ど り (2016, ft. あ き お)

### Singles
- By the Phone (2015)
- sometimes (2016)
- love in a song (2018)

### Bande-son d'animation
- Beetle + Bean[9] (2021)

### Bandes-sons de jeux vidéo
- Moshimoshi[10] (2013)
- Marble Time (2013)
- Up Up Ubie
- Super Ubie Land (2013)
- Thief Story
- Winnose (2014)
- Lovely Planet (2014)
- Lovely Planet Arcade (2016)
- Pakka Pets (2016)
- Snipperclips : Les deux font la paire (2017)
- YIIK: A Postmodern RPG (en)[11] (2019)
- Pikuniku (2019)[12]
- Lovely Planet 2: April Skies (en) (2019)
- Crossy Road Castle (2020)
- Omori (2020)
- Voyage (2021)
- Poinpy (2022)
- Ooblets (2022)

### Conception sonore de jeux vidéo
- Valdis Story: Abyssal City (2013)
- Dragon: A Game About a Dragon (2015)
- Lovely Planet Arcade (2016)
- Pikuniku (2019)
- Tangle Tower (en) (2019)

### Remix
- My Party (Kero Kero Bonito, 2014)
- Véranda (Bo En Megacrazymix, 2018)
- NRG (Babymorocco (en), 2023)
- finger frame ft. 鈴木真海子 (PAS TASTA, 2023)

### Traduction
- (en) Cet article est partiellement ou en totalité issu de l’article de Wikipédia en anglais intitulé « Bo En » (voir la liste des auteurs).